# لبنى مرعي
لبنى مرعي (من مواليد 1991) هي ناشطة حقوق مدنية سورية.
تأتي لبنى من عائلة علوية من قرية قريبة من اللاذقية. والدها مسؤول كبير في القوات الجوية العربية السورية. على الرغم من علاقاتها العائلية، إلا أنها كانت واحدة من عدد قليل من العلويين الذين انضموا إلى القتال ضد نظام الأسد بسوريا ووصفت والدها بأنه خائن.
مع اندلاع أعمال الشغب في المراحل الأولى من الحرب الأهلية السورية، التحقت لبنى بجامعة اللاذقية لكنها انتقلت إلى دمشق في عام 2012 حيث اعتبرت اللاذقية غير آمنة للناشطين. كان هذا بسبب قيام قوات الأسد بفتح النار على المتظاهرين المدنيين. انضمت لاحقاً إلى الجيش السوري الحر حيث ساعدت في نقل المواد الغذائية والمساعدات الطبية، ثم تهريب الذخيرة. روجت لأهداف الثورة في المجتمع العلوي وتحدثت مع ضحايا الحكومة. بعد أن أصدر والدها أمر اعتقالها، هربت في أغسطس 2012 إلى تركيا.
تم اختطاف والدتها في 11 أغسطس 2012 بأمر من والدها الذي قطع كل وسائل الاتصال معها. بعد ذلك تلقت لبنى معلومات من صديق لها عن تفاصيل حول وفاة والدتها. يُقال أن والدها قتل والدتها. في مقابلة مع الغارديان، تحدثت عن والدها قائلاً «إنه يتمنى أن يفعل نفس الشيء بالنسبة لي».
أصبحت لبنى لاحقًا مصورة صحفية برويترز وأقامت في حلب حيث غطت الصراع ثم انتقلت إلى نيويورك وعملت كباحثة شؤون سوريا والشرق الأوسط. نشرت لبنى في صحيفة واشنطن بوست وذا نيو ريببلك وصحف أخرى.

## التعليم
نالت لبنى مرعي درجة الماجستير في الدراسات الشرق أوسطية من جامعة نيويورك (NYU)، كما حصلت على شهادة في التصوير الوثائقي من المركز الدولي للتصوير (ICP) في نيويورك.

## المسيرة المهنية والجوائز
عملت كصحافية ومصورة ميدانية حربية مع وكالة رويترز خلال الفترة ما بين 2012 و2014، حيث غطّت أحداث النزاع في مدينة حلب. نشرت مقالات وتحقيقات صحفية في عدد من الصحف والمجلات العالمية مثل: The Atlantic، The Nation، Rolling Stone، Time، New Republic، Washington Post، Foreign Affairs، Foreign Policy، الجزيرة وغيرها.
ساهمت أيضًا في نشر أوراق أكاديمية محكّمة ضمن مجلّتي Journal of Conflict Resolution وJournal of Peace Research.

## المشاركات والمحاضرات
قدّمت محاضرات في مهرجان أفكار آسبن (Aspen Ideas Festival)، وفي فعاليات تابعة للأمم المتحدة بالتعاون مع لجنة حماية الصحفيين (Committee to Protect Journalists). كما ألقت محاضرات في جامعات مرموقة مثل جامعة كولومبيا، جامعة هارفارد، وUC Berkeley.
ظهرت كضيفة وخبيرة في برامج ومنصات عدة منها: London Review of Books Podcast، الجزيرة، Democracy Now!، وBBC World Radio.

## المنح والزمالات والتكريمات
حصلت على عدة زمالات بحثية وإبداعية من مؤسسات مثل:
- Magnum Foundation
- Atlantic Media
- New America Foundation

كما حصلت على إقامات فنية في كل من:
- MacDowell
- Yaddo
- Art Omi

وشاركت ضمن لجان تحكيم للأدب غير الخيالي الإبداعي في كل من مركز Anderson (Tower View) ومركز Hambidge.

## مشروع الكتاب القادم
تعمل حاليًا على تأليف كتابها الأول حول الحرب السورية، والذي سيُنشر تحت عقد مع:
- بنغون رندم هاوس في الولايات المتحدة
- لتل وبراون وشركاؤهما  [لغات أخرى]‏ في المملكة المتحدة[10]

## التعليم
نالت درجة الماجستير في الدراسات الشرق أوسطية من جامعة نيويورك (NYU)
	حصلت على شهادة في التصوير الوثائقي من المركز الدولي للتصوير (ICP)، نيويورك ￼

.

## المسيرة المهنية والجوائز
صحافية ومصورة حربية: عملت كمصورة ميدانية حربية لوكالة رويترز، ومراسلة حرة في حلب (2012–2014) ￼
	نشرت مقالات في صحف ومجلات مرموقة: The Atlantic, The Nation, Rolling Stone, Time, New Republic, Washington Post, Foreign Affairs, Foreign Policy, Al Jazeera، وغيرهم ￼
	أوراق أكاديمية محكّمة: شاركت في بحثين منشورين ضمن مجلّتي Journal of Conflict Resolution و Journal of Peace Research

.

## المشاركات والمحاضرات
أُلقيت محاضراتها ضمن مهرجان Aspen Ideas Festival، وفاعليات في الأمم المتحدة بالتعاون مع Committee to Protect Journalists، بالإضافة إلى جامعات كبرى: كل من Columbia, Harvard, وUC Berkeley ￼
	•	ظهرت كخبيرة ضيف منتظَم في برامج: London Review of Books Podcast, Al Jazeera, Democracy Now!, BBC World Radio ￼

.

## منح وزمالات وتكريمات
•	حصلت على زمالات من:
	•	Magnum Foundation
	•	Atlantic Media
	•	New America Foundation ￼
	•	مُنحت إقامة كتابية فنية في:
	•	MacDowell
	•	Yaddo
	•	Art Omi
		عملت لجنة تحكيم للأدب غير الخيالي الإبداعي في مركز Anderson (Tower View) ومركز Hambidge ￼

.
تعمل حاليًا على كتابها الأول حول الحرب السورية، تحت عقد مع:
Penguin Random House (الولايات المتحدة)
	Little, Brown (المملكة المتحدة)

.